# Qantas
Qantas Airways Limited (рус. «Квантас Эруэйс») — самая большая авиакомпания Австралии. Имеет прозвище «Летающий Кенгуру» («The Flying Kangaroo»). Штаб-квартира авиакомпании находится в Маскоте (пригороде Сиднея). Основана в 1920 году, занимает третье место в списке старейших действующих авиакомпаний мира (после KLM и Avianca), и старейшей в англоязычном мире. Qantas является публичной компанией, акции которой торгуются на бирже ASX. Также Qantas является членом-основателем авиационного альянса Oneworld.
Первоначальное название «QANTAS» является аббревиатурой от «Queensland And Northern Territory Aerial Services» («Авиаперевозки Квинсленда и Северной территории») и позволяет судить о том, с чего началась деятельность авиакомпании.
Согласно исследованию Skytrax, в 2008 году Qantas по результатам голосования заняла третье место в списке лучших авиакомпаний мира. Это лучше, чем 5-е место в 2007 году, но хуже второго места, которое она занимала в 2005 и 2006 годах.

## История

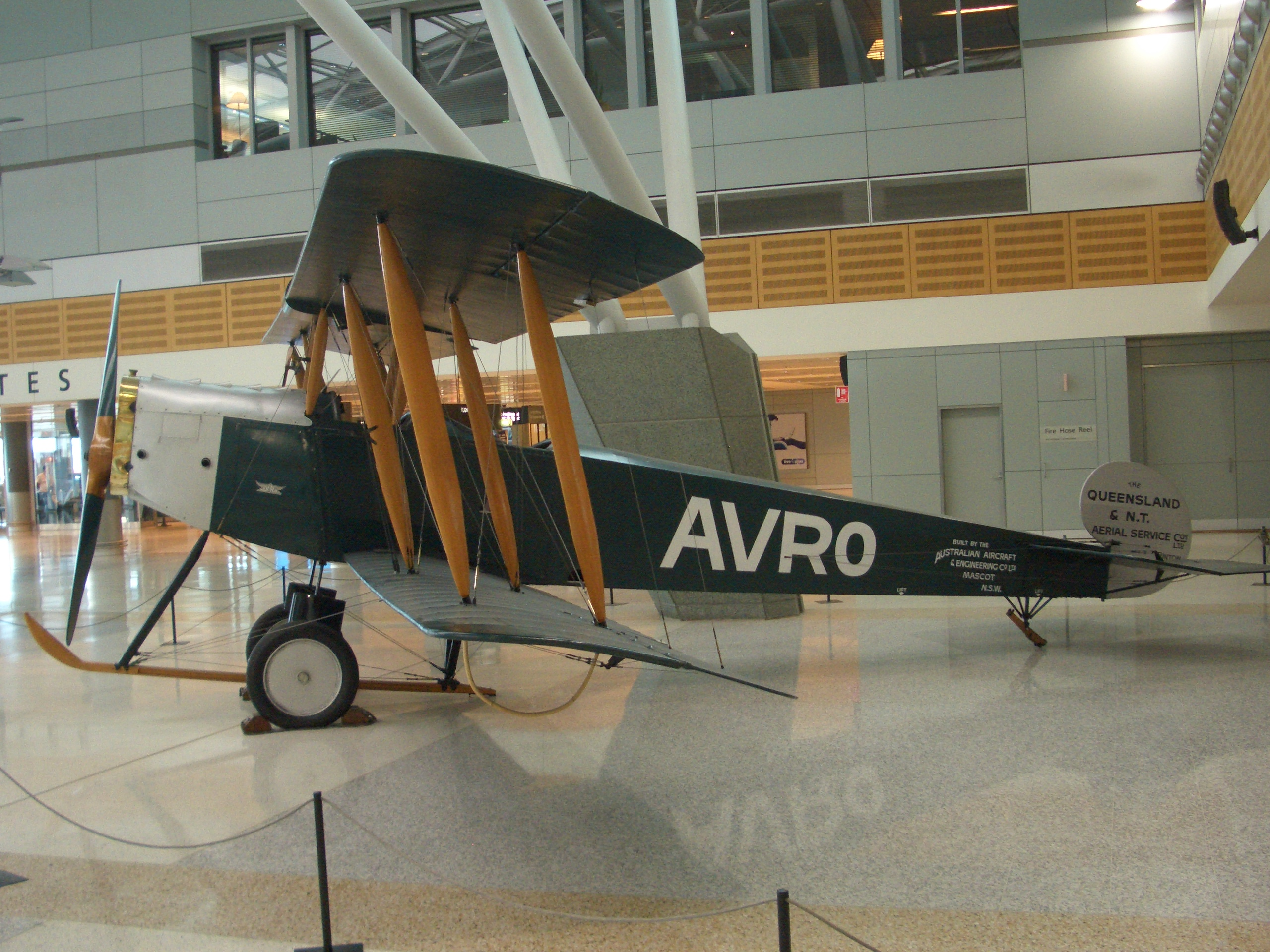
Копия Avro 504K

Авиакомпания Qantas была основана 16 ноября 1920 года в австралийском городе Уинтон (англ. Winton), штат Квинсленд. Первым самолётом авиакомпании был Avro 504K, купленный за 1425 австралийских фунтов. Он имел крейсерскую скорость 105 км/ч и был способен взять на борт двух пассажиров и одного пилота. Первый билет приобрёл Александр Кеннеди (Alexander Kennedy), 84-летний австралийский пенсионер. Авиакомпания занималась воздушными почтовыми перевозками, которые субсидировались правительством, соединяя конечные станции железнодорожных маршрутов.
В 1928 году на самолёте Qantas состоялся первый вылет воздушной службы медицинской помощи Австралии (Royal Flying Doctor Service of Australia). В 1930 году штаб-квартира была перенесена в Брисбен, а в 1938 году — в Сидней. В 1934 году Qantas и британская авиакомпания Imperial Airways создали совместное предприятие Qantas Empire Airways Ltd. (QEA) по транспортировке авиапочты между Австралией и Великобританией через Сингапур.
В 1947 году Qantas была национализирована и стала основной авиакомпанией Австралии; тогда же поступили самолёты L749 Constellation, на которых начали выполняться регулярные рейсы между Сиднеем и Лондоном с посадкой в Сингапуре (Kangaroo Route). В 1949 году флот пополнился самолётами Douglas C-54 Skymaster, на которых начали выполняться рейсы в Гонконг; в этом же году все внутренние рейсы были переданы авиакомпании Trans-Australia Airlines. В следующем году были открыты маршруты в Японию, в 1952 году — в ЮАР, в 1953 году — в Северную Америку (Сан-Франциско и Ванкувер). В 1959 году Qantas первой из неамериканских авиакомпаний начала эксплуатацию реактивных самолётов Boeing 707, они использовались для рейсов из Австралии в Великобританию через США (Southern Cross Route).
В августе 1967 года официальное название компании стало Qantas Airways Limited. В конце 1960-х годов началось обновление флота на Boeing 747. В начале 1970-х годов с целью развития туризма в Австралии правительство страны настояло на снижении цен на авиаперевозки; в 1972 году стоимость перелёта из Лондона в Сидней снизилась с 276 до 169 фунтов стерлингов, также была снижена стоимость полётов из других городов в Австралию. В 1989 году в рамках испытаний пустой Boeing 747-400ER совершил перелёт из Лондона в Сидней (но по состоянию на 2024 год напрямую выполняются только рейсы Мельбурн — Лондон, а рейсы Сидней — Лондон всё ещё выполняются с одной промежуточной посадкой в Дарвине).

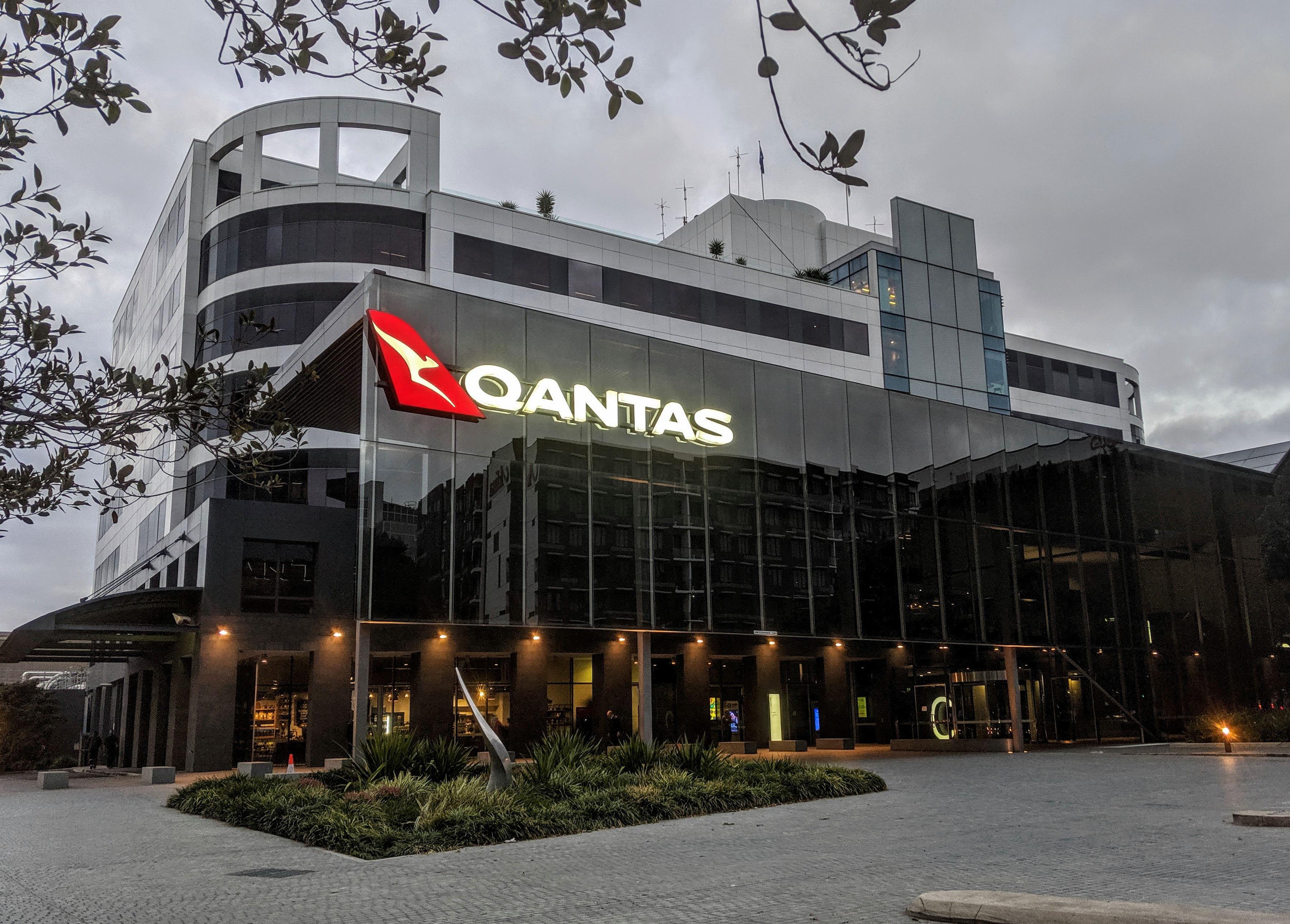
Штаб-квартира Qantas

Qantas в июне 1992 года за 400 млн австралийских долларов купила авиакомпанию «Австралийские Авиалинии» (до 1986 года — «Трансавстралийские Авиалинии»). В том же году началась приватизация Qantas: в конце 1992 года British Airways приобрела 25 % акций, а остальные 75 % были размещены на Австралийской фондовой бирже в 1995 году. В 1998 году компания выступила соучредителем альянса Oneworld. В 2001 году была создана дочерняя бюджетная авиакомпания Jetstar.

## Флот

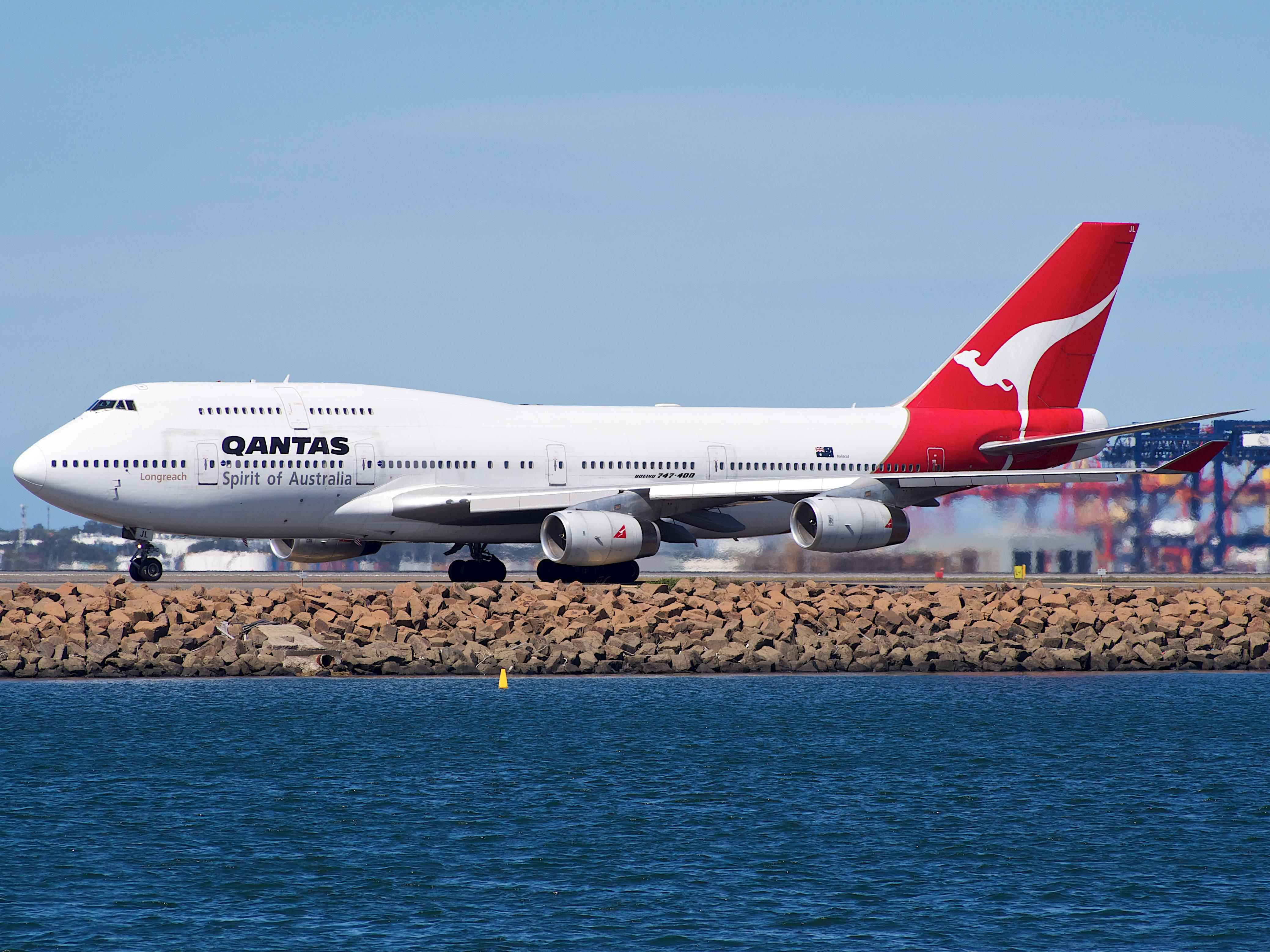
Boeing 747-400 авиакомпании Qantas Airways в аэропорту Сиднея

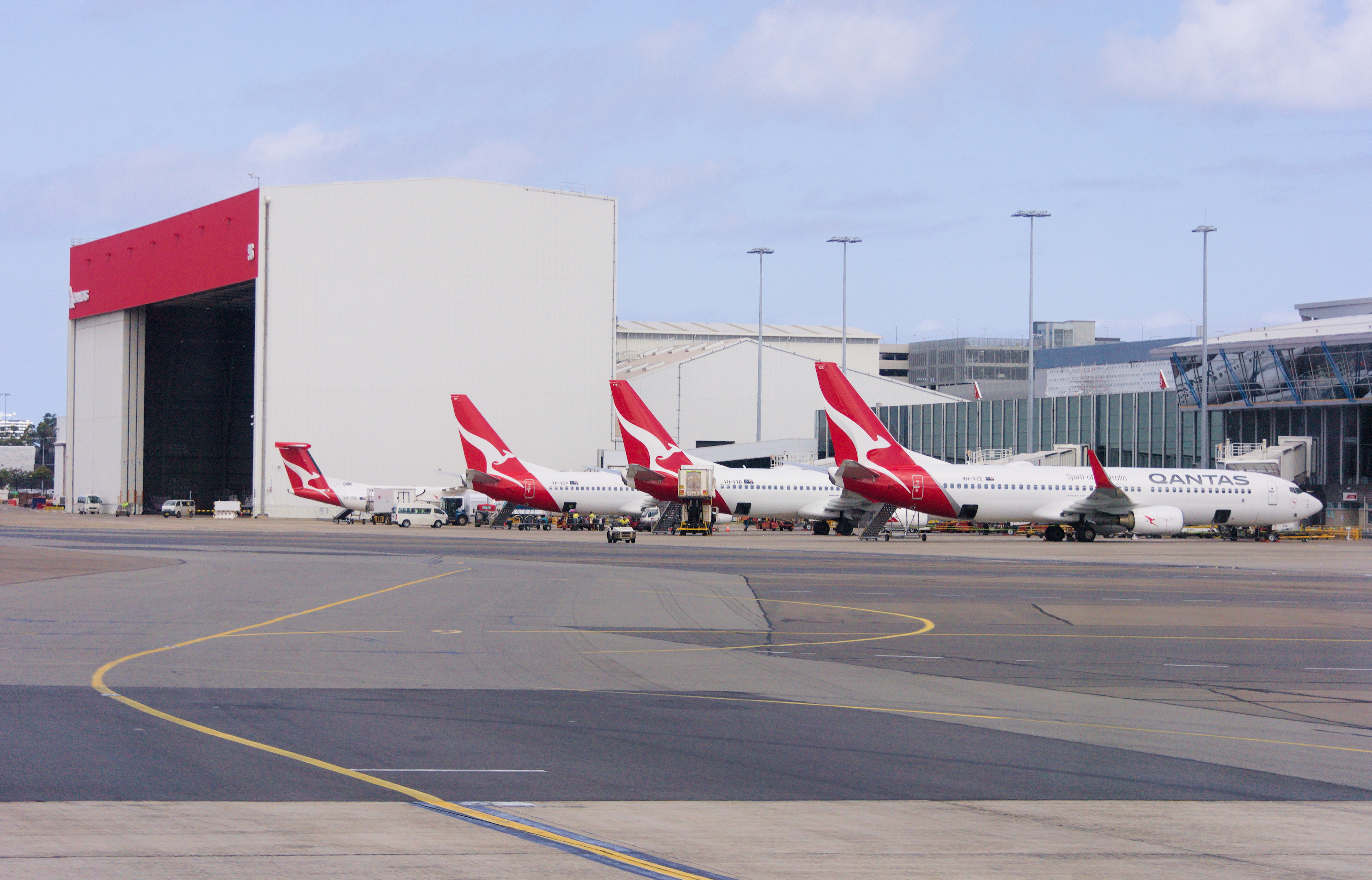
Самолёты Qantas у терминала внутренних воздушных линий

В июле 2021 года флот Qantas состоял из 133 самолётов, средний возраст которых 13,5 лет:
| Тип самолёта            | В эксплуатации | Заказано | Пассажирских мест | Пассажирских мест | Пассажирских мест | Пассажирских мест | Примечания |
| Тип самолёта            | В эксплуатации | Заказано | F                 | C                 | Y                 | Всего             | Примечания |
| ----------------------- | -------------- | -------- | ----------------- | ----------------- | ----------------- | ----------------- | ---------- |
| Airbus A321-200F        | 1              | 2        | —                 | —                 | —                 | cargo             |            |
| Airbus A330-200         | 18             | —        | —                 | 28                | 243               | 271               |            |
| Airbus A330-200         | 18             | —        | —                 | 27                | 228               | 255               |            |
| Airbus A330-300         | 10             | —        | —                 | 28                | 269               | 297               |            |
| Airbus A380-800         | 12             | —        | 14                | 64                | 406               | 484               |            |
| Airbus A380-800         | 12             | —        | 14                | 70                | 401               | 485               |            |
| Boeing 737-300F         | 4              | —        | —                 | —                 | —                 | cargo             |            |
| Boeing 737-400F         | 1              | —        | —                 | —                 | —                 | cargo             |            |
| Boeing 737-800          | 75             | —        | —                 | 12                | 162               | 174               |            |
| Boeing 767-300F         | 1              | —        | —                 | —                 | —                 | cargo             |            |
| Boeing 787-9 Dreamliner | 11             | —        | —                 | 42                | 194               | 236               |            |
| Всего                   | 133            | 2        |                   |                   |                   |                   |            |

## Показатели деятельности
В 2005/2006 финансовом году, закончившемся 30 июня, Qantas Airways перевезла 32,66 млн пассажиров. Выручка компании за этот отчётный период составила 9,93 млрд AUD, чистая прибыль — 350,45 млн AUD.
В 2019 году выручка авиакомпании составила почти 18 млрд AUD, чистая прибыль — 890 млн AUD.

## Происшествия
Компания держит титул «самой безопасной авиакомпании», поскольку ни один реактивный самолёт компании не попадал в авиакатастрофы, но данная авиакомпания находится на 9 месте по безопасности по мнению SkyTrax. Восемь самолётов потерпели крушение или были сбиты между 1927 и 1945 годом, в результате погибло 63 человека. Половина из этих аварий произошла во время Второй мировой войны, когда самолёты Qantas действовали от имени союзнических войск. В послевоенное время было потеряно ещё два самолёта и погибло 17 человек. Последняя авиакатастрофа, при которой погибли люди, произошла с самолётом компании в 1951 году.
23 сентября 1999 года в аэропорту Бангкока самолёт Boeing 747-400 (бортовой номер VH-OJH), выполнявшего рейс по маршруту Сидней — Лондон, при посадке выкатился за пределы ВПП. Самолёт получил значительные повреждения, но был восстановлен.
25 июля 2008 года на самолёте Boeing 747-400 (бортовой номер VH-OJK), выполнявшем рейс № 30 по маршруту Лондон — Мельбурн, спустя два часа после взлёта из Манилы на высоте 6000 м произошла разгерметизация салона. Пилоты успешно вернулись в Манилу, никто не пострадал.
Наиболее существенные инциденты со второй половины 2008 года:
- потеря части фюзеляжа рейсом № 30 (Лондон — Мельбурн, самолёт Боинг 747—438 (VH-OJK)) 25 июля 2008 года,
- неожиданная резкая потеря высоты рейсом № 72 (Сингапур — Перт, самолёт Аэробус А330-303 (VH-QPA)) 7 октября 2008 года.
- 4 ноября 2010 года в 9 часов по местному времени (в полночь по московскому) Airbus A380-800 совершил экстренную посадку в Сингапуре после отказа одного из двигателей и включения оповещения о том, что все системы самолёта отказали[12]. На борту аварийного лайнера находились 433 пассажира и 26 членов экипажа, никто из них не пострадал.
- 5 ноября 2010 года Boeing 747 с 431 пассажирами на борту совершил аварийную посадку в Сингапуре из-за проблем с двигателем сразу после взлета[13]. Никто из пассажиров и членов экипажа не пострадал.
- 13 ноября 2010 года Boeing 767, выполнявший рейсовый перелёт в Мельбурн, был вынужден совершить аварийную посадку в аэропорту города Перт через несколько минут после взлета. Никто из находившихся на борту 234 пассажиров не пострадал. Причиной посадки стала аномальная вибрация, замеченная экипажем в левом двигателе[14].
- 18 января 2011 года Boeing 747 с 375 пассажирами на борту совершил аварийную посадку в аэропорту Нанди (Фиджи) из-за неполадок с подачей топлива к одному из двигателей[15]. Пассажиры и экипаж не пострадали.
- 8 января 2012 года семь пассажиров авиалайнера A380, следовавшего из Лондона в Сингапур, получили травмы из-за попадания воздушного судна в зону сильной турбулентности[16].

## Интересные факты
- В фильме 1988 года Человек дождя герой Рэймонд, которого играет Дастин Хоффман, отказывается лететь самолётами любых авиакомпаний, кроме Qantas, аргументируя это тем, что эта компания — единственная, у которой не было авиакатастроф.
- В 1996 году в честь этой авиакомпании был назван динозавр, получивший имя Qantassaurus